# Gymnasium lituanien de Hüttenfeld
 (juin 2024).
Si vous disposez d'ouvrages ou d'articles de référence ou si vous connaissez des sites web de qualité traitant du thème abordé ici, merci de compléter l'article en donnant les références utiles à sa vérifiabilité et en les liant à la section « Notes et références ».
Le gymnasium lituanien de Hüttenfeld est un établissement d'enseignement secondaire privé situé à Hüttenfeld, un quartier de la municipalité de Lampertheim en Allemagne. C'est le seul établissement d'enseignement lituanien d'Europe de l'Ouest. Il a été fondé alors que la Lituanie était sous contrôle soviétique.
En 1950, les réfugiés lituaniens de Diepholz fondent un gymnasium privé, qui déménage en 1954 à Hüttenfeld. L'établissement prend place dans les murs du palais de Rennhof, dont la communauté lituanienne s'est portée acquéreur. Auparavant, entre 1946 et 1949, un gymnasium pour réfugiés lituaniens avait trouvé place au monastère de Rebdorf dans la ville bavaroise d'Eichstätt, où se trouvait un camp de réfugiés de la communauté balte. Pendant la guerre froide, le gymnasium et son internat accueillent des élèves d'origine lituanienne en provenance du monde entier. Il devient ainsi un lieu central pour la diaspora lituanienne.
L'enseignement se fait en lituanien et en allemand. Après l'indépendance de la Lituanie en 1990, le gymnasium perd de son importance, sans connaitre toutefois le même sort que son homologue letton situé à Münster, qui ferme en 1998. Il accueille aujourd'hui aussi bien des élèves d'origine lituanienne que des jeunes Allemands désireux de profiter de l'enseignement bilingue.